# Bernard Mensah
Bernard Mensah (Acra, 17 de octubre de 1994) es un futbolista ghanés. Juega de centrocampista y su equipo es el Al-Nasr S. C. de la UAE Pro League.

## Trayectoria
A sus veinte años, el jugador africano fue titular indiscutible en el conjunto portugués, en el que jugó treinta partidos y marcó cinco goles. El curso anterior, el 2013-14, perteneció a la plantilla del Vitoria Guimarães, pero no llegó a disputar ningún encuentro de la competición lusa.
Internacional en tres ocasiones con Ghana, también fue pretendido por el Valencia C. F. y el Manchester United, que le tenía en la libreta de sus ojeadores como un posible fichaje de futuro.
En 2015 el Atlético de Madrid oficializó su fichaje por seis temporada y fue cedido al Getafe C. F. para el próximo curso, según anunció el club rojiblanco en su cuenta oficial de Twitter.

## Clubes
| Club                          | País           | Año       |
| ----------------------------- | -------------- | --------- |
| Vitória de Guimarães "B"      | Portugal       | 2013-2014 |
| Vitória de Guimarães          | Portugal       | 2014-2015 |
| Atlético de Madrid            | España         | 2015-2019 |
| Getafe C. F. (cedido)         | España         | 2015-2016 |
| Vitória de Guimarães (cedido) | Portugal       | 2016-2017 |
| Kasımpaşa S. K. (cedido)      | Turquía        | 2017-2018 |
| Kayserispor (cedido)          | Turquía        | 2018-2019 |
| Kayserispor                   | Turquía        | 2019-2023 |
| Beşiktaş J. K. (cedido)       | Turquía        | 2020-2021 |
| Al-Tai                        | Arabia Saudita | 2023-2024 |
| Al-Riyadh                     | Arabia Saudita | 2024-2025 |
| Al-Nasr S. C.                 | EAU            | 2025-     |

## Palmarés

### Títulos nacionales
| Título               | Club           | País    | Año  |
| -------------------- | -------------- | ------- | ---- |
| Superliga de Turquía | Beşiktaş J. K. | Turquía | 2021 |
| Copa de Turquía      | Beşiktaş J. K. | Turquía | 2021 |